# Farnay
Farnay is een gemeente in het Franse departement Loire (regio Auvergne-Rhône-Alpes). De plaats maakt deel uit van het arrondissement Saint-Étienne. Farnay telde op 1 januari 2022 1.358 inwoners.

## Geografie
De oppervlakte van Farnay bedroeg op 1 januari 2022 7,93 vierkante kilometer; de bevolkingsdichtheid was toen 171,2 inwoners per km².

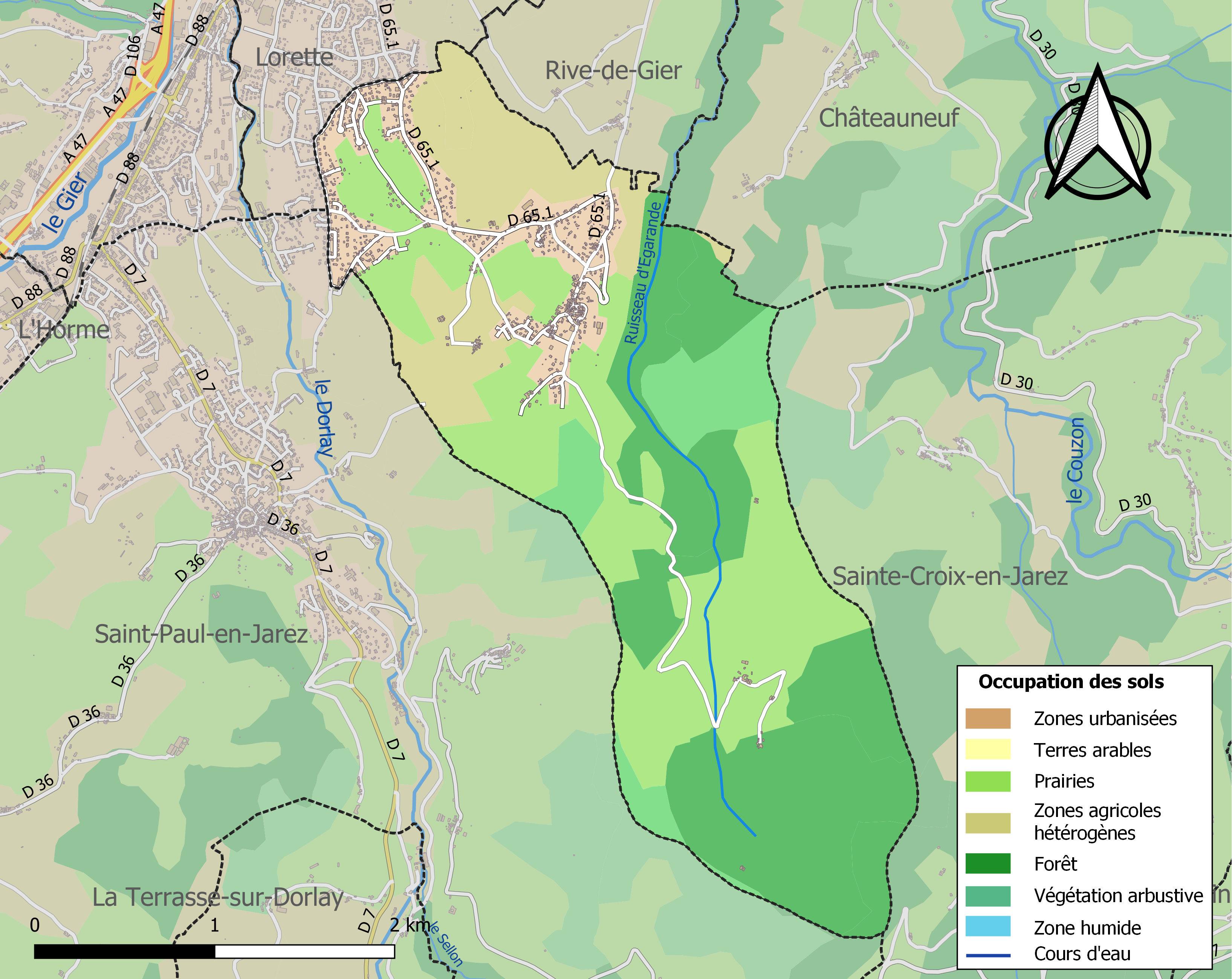
Kaart van de gemeente met de belangrijkste infrastructuur, bodemgebruik en omliggende gemeenten

## Demografie
Onderstaande figuur toont het verloop van het inwonertal (bron: INSEE-tellingen).